# Acianthera gracilisepala
Acianthera gracilisepala är en orkidéart som först beskrevs av Alexander Curt Brade, och fick sitt nu gällande namn av Carlyle August Luer. Acianthera gracilisepala ingår i släktet Acianthera och familjen orkidéer. Inga underarter finns listade i Catalogue of Life.